# Klytios

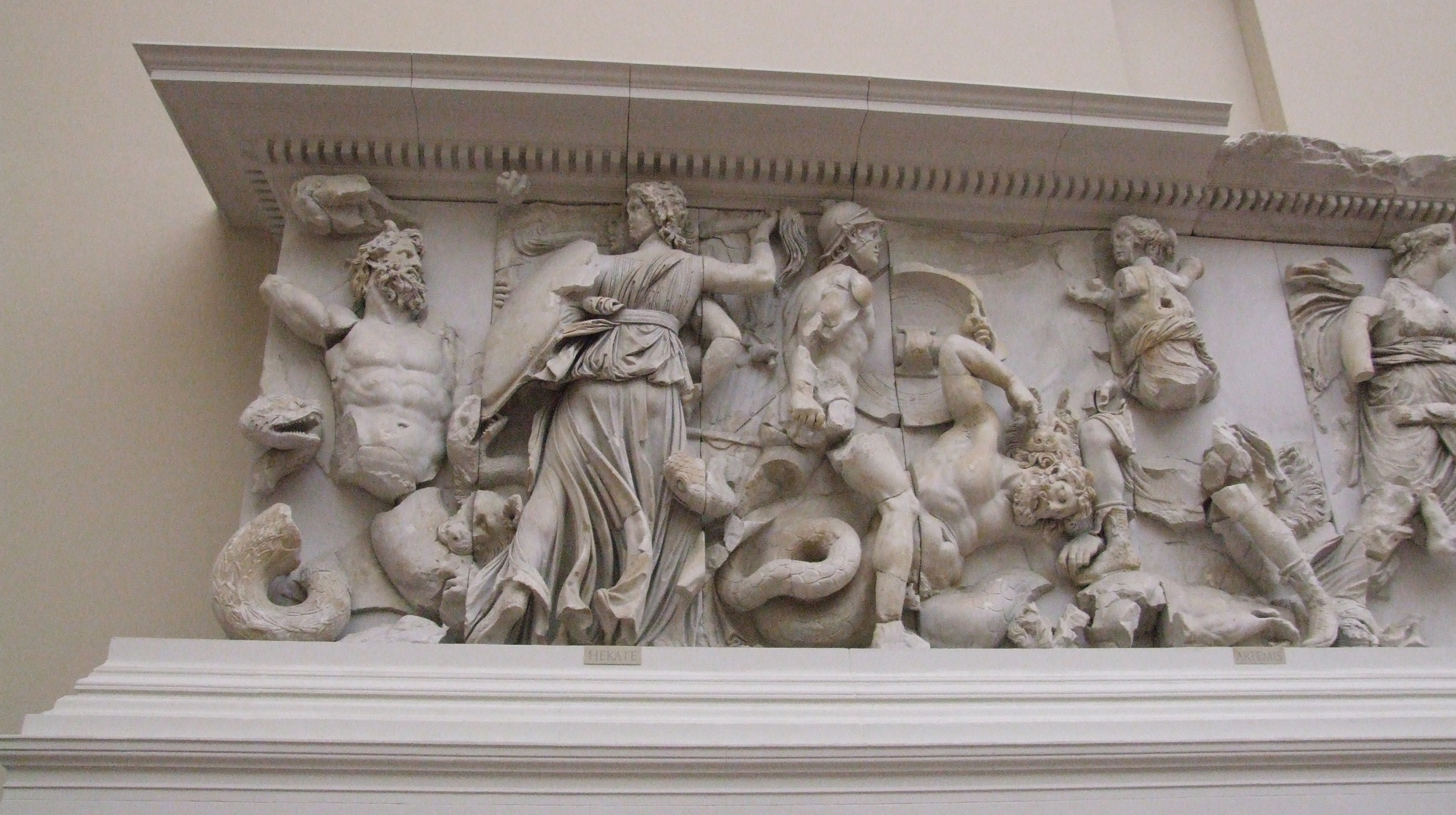
Hekate verbrennt Klytios mit der Höllenfackel, Pergamonaltar

Klytios (altgriechisch Κλύτιος Klýtios) war einer der Giganten der griechischen Mythologie, die im Rahmen der sogenannten Gigantomachie die olympischen Götter angriffen. Er wurde laut der Bibliotheke des Apollodor von Hekate oder Hephaistos mit glühenden Eisenmassen verbrannt. In der Darstellung des Pergamonaltars verbrennt Hekate ihn mit ihrer Fackel.